# Spilakkoord
Bij een modulatie in een muziekstuk is het spilakkoord het akkoord dat een functie heeft zowel in de begintoonsoort als in de eindtoonsoort (na de modulatie). Het akkoord dient veelal als voorbereider voor het dominantakkoord dat de nieuwe toonsoort inleidt.
Vaak heeft het spilakkoord in de vorige en volgende toonladder dezelfde functie (tonica, subdominant en dominant), maar dit is absoluut niet noodzakelijk.
In bovenstaande afbeelding wordt gemoduleerd van C-groot naar d-klein. Hier is het d-klein akkoord op de laatste tel van de eerste maat het spilakkoord. Het heeft in de begintoonsoort de functie van tweede trap en binnen de eindtoonsoort is het de tonica. Echter op dat moment is het nog niet als zodanig herkenbaar. Pas vanaf het akkoord op de tweede tel van de tweede maat wordt het de luisteraar duidelijk dat het akkoord een spilfunctie heeft. De bevestiging van de nieuwe toonsoort, d-klein, vindt pas plaats met de laatste twee akkoorden.